# Diphylla ecaudata
Diphylla ecaudata — вид родини листконосові (Phyllostomidae), ссавець ряду лиликоподібні (Vespertilioniformes, seu Chiroptera).

## Морфологічні особливості

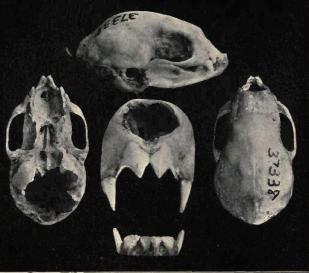
череп

Довжина голови і тіла між 69 і 82 мм, довжина передпліччя 49—56 мм, довжина ступні від 15 до 18 мм, довжина вух від 16 до 18 мм і вага до 33 гр. Шерсть довга і м'яка. Верх сірувато-бурий, низ сірий. Вуха короткі, широкі й округлі. Очі є відносно великими. Не має хвоста. Зубна формула: 2/2, 1/1, 1/2, 2/2 = 26. Верхні різці великі й гострі. Каріотип, 2n=28 FNa=52.

## Екологія
Сідала лаштує в печерах і шахтах, рідше в дуплах дерев, як правило, в невеликих групах до 13 особин, хоча група із понад 500 особин була знайдена в печері в Пуебла, Мексика. Розмноження два рази на рік, в будь-який сезон. В основному харчується кров'ю птахів, особливо птиці. Також може нападаюти на худобу. На відміну від інших вампірів, є слухняним і його зручно тримати в руці.

## Середовище проживання
Країни поширення: Беліз, Болівія, Бразилія, Колумбія, Коста-Рика, Еквадор, Сальвадор, Гватемала, Гондурас, Мексика, Нікарагуа, Панама, Перу, США, Венесуела. Проживає до 1900 м над рівнем моря в усіх типах лісу, в основному при низьких висотах.